# Кузьменко, Владимир Леонидович

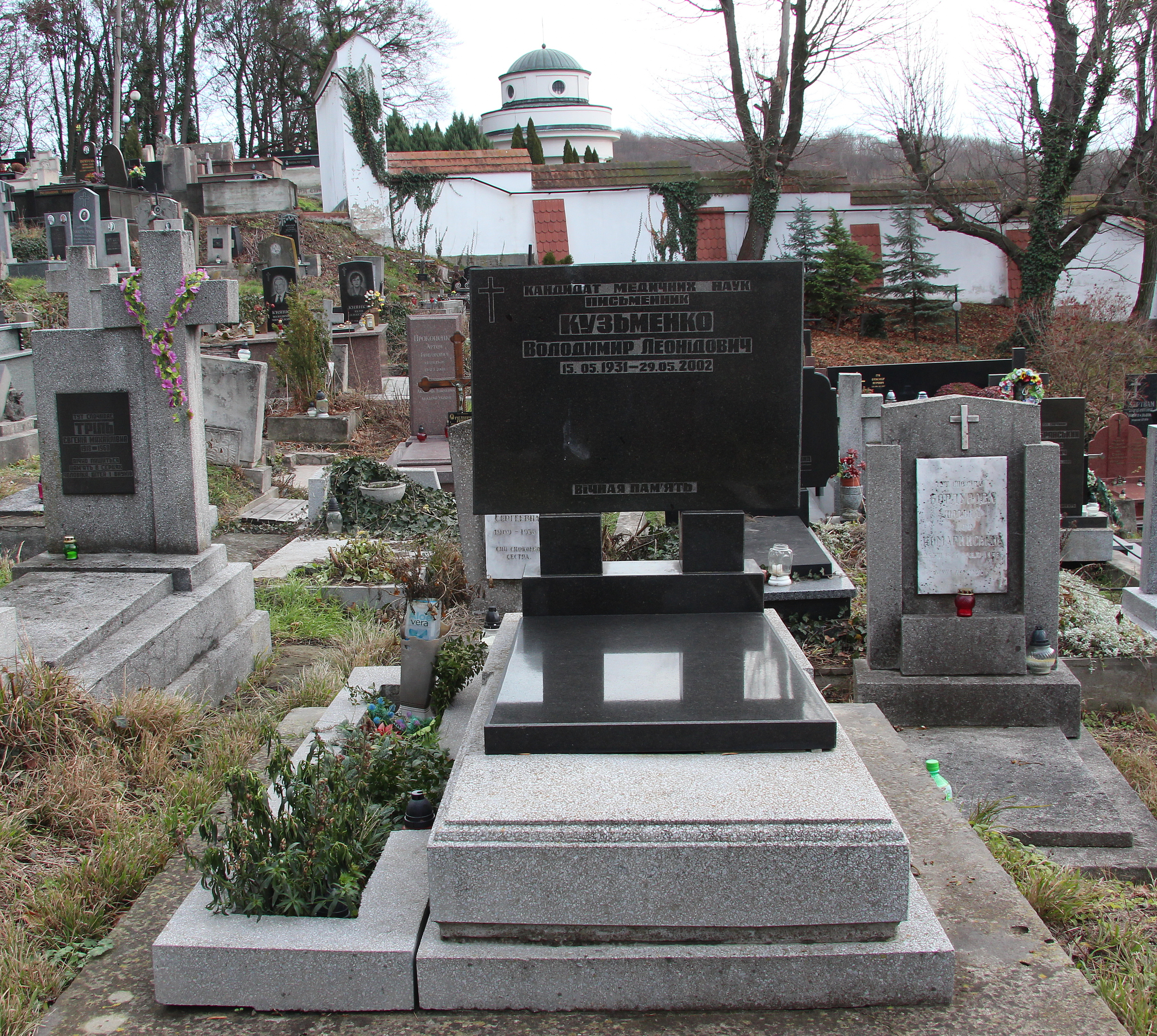

Владимир Леонидович Кузьменко (укр. Володимир Кузьменко; 15 мая 1931, Донецк, СССР — 29 мая 2002, Львов, Украина) — советский и украинский учёный-нейробионик и писатель-фантаст.

## Биография

### Семья
Родился в семье медиков (его отец был фронтовым хирургом). После школы поступил в Донецкий медицинский институт, но так как его родители переехали во Львов — перевелся в Львовский государственный медицинский институт, который закончил с красным дипломом. Затем он становится аспирантом-патофизиологом, пишет диссертацию на тему гетеротрансплантации (пересадка чужеродных органов). После этого работал в городке Авдеевка, затем возглавил медицинский институт в Донецке.

### Научно-исследовательская и преподавательская деятельность
Долгое время занимался исключительно научно-исследовательской и преподавательской деятельностью в Львовском мединституте, которым когда-то руководил его отец. Кандидат медицинских наук, доцент кафедры патофизиологии и заведующий лабораторией нейробионики. Главной сферой его научных интересов является проблема сложных самоорганизующихся систем (создание искусственных нейронных сетей и систем искусственного интеллекта). В. Кузьменко является автором более чем ста научных работ, сорок из которых признаны изобретениями.

### Начало творческой деятельности
К фантастике обратился в конце восьмидесятых годов. Толчком к этому (по собственной версии автора) послужил необычный эпизод из его жизни — по возвращении с научного симпозиума, проходившего в Киеве, Кузьменко почувствовал себя плохо, лег и проспал более двух суток. Увиденное и пережитое во сне — автор подчеркивает, что «ощущал реальность всего происходящего», — стало сюжетной основой романа «Древо жизни». С февраля 1986 года по сентябрь следующего года было написано 1200 страниц машинописного текста. «Древо жизни» — первая художественная публикация автора. Роман состоит из трех книг, каждая из которых обладает относительной самостоятельностью в рамках единого логического целого.
Хотя в своем последнем интервью украинскому журналу «Мир приключений» (Світ пригод) В. Кузьменко заявил следующее: «Я писал стихи, но настоящим поэтом не стал. А насчет моего первого романа «Древо жизни», то тут вот как было. Накопилось большое количество информации. Там, в «Древе жизни», заложена основная идея – идея самоорганизации, которая есть справедливой для любой самоорганизованной системы… Так получилось, что идеи, заложенные в моих научных поисках, как-будто высыпались на бумагу. Постепенно прорастала идея того, что стало трехтомником «Древо жизни». Там я, как мне кажется, сполна выложил мысль о самоорганизации общества, об искусственном интеллекте и бессмертии человека. В те годы про публикацию специальных научных статей на эту тему и речи не могло быть. А мне хотелось выговориться. Так одним вечером, после лекций, я, как обычно, зашел в свою лабораторию. Умостился там за стол, но не занялся обычными исследовательскими делами, а достал пишущую машинку, заложил лист бумаги и настучал первое предложение: «Его разбудил шум прибоя». А дальше пошло так, что сразу же перед собой зримо увидел все события, которые развернулись на тысячах страниц «Древа жизни». В течение года я написал эту книгу. В 1989-м отдал рукопись журналисту Герману Ключерову, от него он попал к корреспонденту газеты «Советская культура» Станиславу Яценко. Как потом он рассказал мне, рукопись он прочитал за две ночи и тут же позвонил редактору «Роман-газеты» Евгению Аверину. И сказал: «Будем печатать!». Когда вышел из печати трехтомник, особой радости не ощутил. Не знаю даже чем это объяснить. Гонорар дали пристойный. Но не об этом речь. Был покой и чувство незавершенной работы». После этого за три-четыре года создал семь книг, порою работал над двумя-тремя произведениями одновременно. Совместно с Олегом Романчуком написал научно-популярную книгу «На пороге сверхцивилизации» («На порозі надцивілізації»), выпущенную во Львове в 1991 году небольшим тиражом на украинском языке и выдержавшую три издания. Остались неопубликованными романы-трехтомники «Катастрофа», «Земля под властью химер» и «Кольцо Одина». Остался незавершенным роман с рабочим названием «Хочу быть человеком», который являлся продолжением «Возвращения динозавров». Все эти произведения автор писал на протяжении последних восьми лет своей жизни.

### Смерть
Жил во Львове (на ул. Варшавской), последние годы болел, а за несколько месяцев до смерти уже не вставал с постели.
Похоронен во Львове на 49 поле Лычаковского кладбища.

## Творчество

### Отдельные издания
- «Древо жизни» (1991), Фантастический роман в трех книгах
- «Гонки с дьяволом» (1992), Научно-фантастический роман-дилогия в 2 книгах
- «Древо жизни» (1993), Фантастический роман. В трех книгах. — Издание второе, исправленное и дополненное

### Публикации в периодике и сборниках
- «Гонки с дьяволом: Отрывок из романа»[1].

### Творчество автора
- «Самоубийство на пороге бессмертия? Интервью с В. Кузьменко»[2].